# Ocobaya
Ocobaya är en ort i Bolivia.   Den ligger i departementet La Paz, i den centrala delen av landet, 400 km nordväst om huvudstaden Sucre. Ocobaya ligger 1 377 meter över havet och antalet invånare är 269.
Terrängen runt Ocobaya är huvudsakligen bergig, men den allra närmaste omgivningen är kuperad. Ocobaya ligger nere i en dal. Runt Ocobaya är det glesbefolkat, med 11 invånare per kvadratkilometer.. Närmaste större samhälle är Chulumani, 1,6 km nordväst om Ocobaya. 
Omgivningarna runt Ocobaya är en mosaik av jordbruksmark och naturlig växtlighet.